# 洛里莱梅斯
洛里莱梅斯（法語：Lorry-lès-Metz，法語發音：[lɔʁi lɛ mɛs]，意为“梅斯附近的洛里”）是法国摩泽尔省的一个市镇，位于该省西部，梅斯市区西北，属于梅斯区。

## 地理
洛里莱梅斯（49°8'30"N, 6°7'17"E）面积6.09 平方千米，位于法国大東部大區摩泽尔省，该省份为法国东北部内陆省份，是洛林的一部分，西南接默尔特-摩泽尔省，东临下莱茵省，北与卢森堡和德国接壤。
与洛里莱梅斯接壤的市镇（或旧市镇、城区）包括：索尔尼、普拉普维尔、莱西、阿芒维莱、沙泰勒圣日耳曼、梅斯、瓦皮。

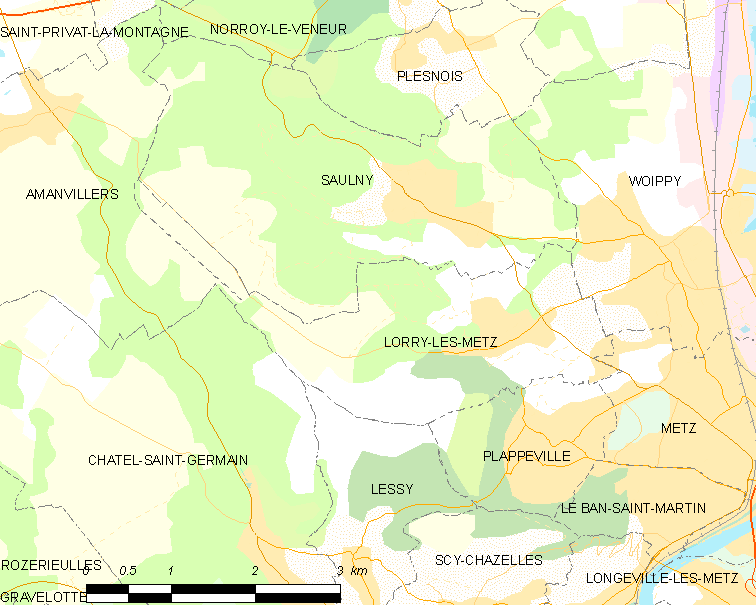
洛里莱梅斯的OSM定位图

洛里莱梅斯的时区为UTC+01:00、UTC+02:00（夏令时）。

## 行政
洛里莱梅斯的邮政编码为57050，INSEE市镇编码为57415。

## 政治
洛里莱梅斯所属的省级选区为摩泽尔山坡县。

## 人口

1962-2008年间洛里莱梅斯人口变化图示

洛里莱梅斯于2022年1月1日时的人口数量为1726人。